# Tamana, Kumamoto
Tamana (japanska: 玉名市?, Tamana-shi) är en stad i Kumamoto prefektur i Japan. Staden fick stadsrättigheter 1954.

## Kommunikationer
Staden har en station, Shin-Tamana, på Kyūshū Shinkansen-linjen som ger förbindelse med höghastighetståg till Kagoshima och Hakata (Fukuoka).